# Scharllette Allen
Scharllette Allen, de son nom complet, Scharllette Alexandra Allen Moses, née le 18 septembre 1991 à Bluefields, a été élue Miss Nicaragua 2010. Elle est la 30e Miss Nicaragua. Elle est la première nicaraguayenne noire à avoir été élue Miss Nicaragua.

## Biographie

### Élection Miss Nicaragua 2010
Scharllette Allen est élue puis sacrée Miss Nicaragua 2010 le 27 février 2010 au Théâtre national Rubén Darío de Managua et succède à Indiana Sánchez, Miss Nicaragua 2009. Un prix lui est attribué au cours de son élection, celui du Meilleur visage. Le jury était composé de Nelly María Rivas, Pérez Hernández, ambassadeur d'Espagne au Nicaragua, Rossane Lacayo, du chanteur nicaraguayen, Don Otto de la Rocha, Daniel Garzón et Thelma Rodríguez, Miss Nicaragua 2008. 

#### Parcours
- Miss Unicité 2008 au Laguna de Perlas, au Nicaragua.
- Miss Nicaragua 2010 au Théâtre national Rubén Dario de Managua.
- Candidate à Miss Univers 2010 au Mandalay Bay Events Center à Las Vegas, aux États-Unis.
- Candidate à Miss Continent américain 2010 à Guayaquil, en Équateur.